# Мазама-джудже
Мазама-джудже (Mazama chunyi) е вид бозайник от семейство Еленови (Cervidae). Видът е световно застрашен, със статут Уязвим.